# Rio Prêto (vattendrag i Brasilien, Roraima)
Rio Prêto (portugisiska: Rio Pretinho) är ett vattendrag i Brasilien.   Det ligger i delstaten Roraima, i den nordvästra delen av landet, 2 300 km nordväst om huvudstaden Brasília.
I omgivningen kring Rio Prêto växer i huvudsak städsegrön lövskog. Området är nästan obefolkat, med mindre än två invånare per kvadratkilometer.